# Зейналов, Ибрагим Исмаил оглы
Ибрагим Исмаил оглы Зейналов (азерб. İbrahim İsmayıl oğlu Zeynalov; 27 декабря 1934, Баку — 6 марта 2008, там же) — азербайджанский и советский скульптор и педагог, профессор, заслуженный деятель искусств Азербайджанской ССР (1975), народный художник Азербайджанской ССР (1988), лауреат Государственной премии СССР (1972) и Государственной премии Азербайджанской ССР (1976).

## Биография
Ибрагим Зейналов родился 27 декабря 1934 года в городе Баку. С ранних лет имел интерес к искусству. После окончания средней школы в 1951 году поступил в Азербайджанское художественное училище имени Азима Азимзаде, где учился у Хаят Абдуллаевой. В 1956 году окончил отдел скульптуры училища и в этом же году поступил в Харьковский государственный художественный институт. Дипломной работой Зейналова была композиция «Нефтяники Каспия» (руководитель — Николай Рябинин). Окончив факультет скульптуры данного института в 1962 году, Зейналов вернулся в Баку.
С 1957 года Ибрагим Зейналов принимал участие на различных республиканских, всесоюзных и международных выставках. Помимо этого Зейналов занимался и преподавательской деятельностью. С 1967 года был членом КПСС. В период с 1971 по 1973 год он преподавал в Азербайджанском художественном училище имени Азима Азимзаде, а в 1973—1993 гг. был преподавателем, старшим преподавателем, доцентом, профессором и заведующим кафедрой в Азербайджанском педагогическом институте. С 1994 по 2003 год был директором Азербайджанского государственного музея искусств имени Рустама Мустафаева.
За годы своей творческой деятельности Ибрагим Зейналов создал памятники Муджиреддину Бейлагани в городе Бейлаган, Аджеми Нахчивани, Имамеддину Насими (совместно с Токаем Мамедовым) и Шаху Исмаилу Хатаи в Баку, Исмаил-беку Куткашенскому в Габале, Мирзе Фатали Ахундову в фойе здания Азербайджанской национальной библиотеки, Мирза Алекперу Сабиру в Шемахе, Нариману Нариманову, Гаджи Зейналабдину Тагиеву, надгробный памятник Ордубади на Аллее почётного захоронения в Баку (1973), памятник «Коммунары» (групповой портрет Азизбекова, Джапаридзе, Фиолетова и Шаумяна; 1971) в Москве.
В 1972 году за мемориальный ансамбль памяти 26 бакинских комиссаров в Баку Ибрагим Зейналов был удостоен Государственной премии СССР. За оформление бакинской станции метро «Аврора» Зейналову в 1976 году была присуждена Государственная премия Азербайджанской ССР.
В 1975 году Ибрагим Зейналов получил звание Заслуженного деятеля искусств Азербайджанской ССР, а в 1988 году — Народного художника Азербайджанской ССР. Получал персональную пенсию, учреждённую президентом Азербайджанской Республики.
Скончался скульптор 6 марта 2008 года в Баку. Церемония прощания с Зейналовым прошла 7 марта в Азербайджанском государственном театре песни. Похоронен на II Аллее почётного захоронения.

Работы Зейналова
Памятник Шаху Исмаилу Хатаи в Баку (совместно с З. Мехтиевым)
Памятник Муджиреддину Бейлагани в Бейлагане  (совместно с З. Мехтиевым)
Памятник Насими в Баку (совместно с Т. Мамедовым)
Памятник Исмаил-беку Куткашенскому в Габале (совместно с З. Мехтиевым)